# Bandera de Navarra
La bandera de Navarra es uno de los símbolos de la Comunidad Foral de Navarra, una de las diecisiete comunidades autónomas de España. La bandera es de paño rojo con el escudo de Navarra en el centro, formado por cadenas de oro dispuestas en cruz, aspa y orla, una esmeralda verde al centro y timbrado con la corona real. Fue adoptada el 15 de julio de 1910 y su diseño fue elevado a rango legal por la Ley Orgánica de Amejoramiento del Régimen Foral de Navarra el 10 de agosto de 1982 donde se describe como sigue:

La bandera de Navarra es de color rojo, con el escudo en el centro, sobre un tejido de forma rectangular de dimensiones proporcionales en largo y ancho, pero de carácter variable.
LORAFNA, 7.2 Ley de Símbolos de Navarra, cap. II

## Antecedentes
En general, y en Europa occidental en particular, el uso de las primeras banderas estaba supeditado a lo establecido para los símbolos heráldicos propios de cada noble o rey. Era ese escudo el elemento expuesto en pendones y estandartes. Estaba vinculado a la persona, no al reino. Y con cada monarca, o noble, ese escudo variaba ya que era de uso individual. Podía tener elementos heráldicos familiares, heredados, pero no había dos iguales. Por tanto, tales estandartes o pendones no tenían el carácter nacional o territorial que posteriormente fueron adquiriendo paulatinamente, especialmente desde el siglo XVIII. De hecho sólo el rey, o el noble, tenía derecho a usarlo, no pudiendo hacer lo mismo cualquier vasallo.
A diferencia del escudo, de cuya existencia documental existen claras evidencias (véase, por ejemplo, el Privilegio de la Unión de 1423, un documento con carácter de ley dictado por el propio monarca) no ocurre lo mismo sobre la existencia de una bandera de Navarra anterior a 1910 estando abierto el debate historiográfico sobre este asunto. 
Hay autores que afirman su existencia ya en la Edad Media, otros que creen documentar su uso ya en el siglo XVI, mientras que otros indican que no hubo propiamente una bandera de Navarra antes del siglo XX, y que quienes señalan antecedentes anteriores, en realidad, la confunden con el pendón real.
El Fuero General de Navarra, del siglo XIII, dispuso que el rey tuviera sello, moneda, et alferiz, et seyna caudal, esto es, una seña o pendón que portara su alférez. Ese pendón llevaba las armas propias y personales del rey, las cadenas de oro sobre fondo rojo, como era costumbre en la época, unas veces ocupando todo el paño (pendón heráldico), otras veces como escudo colocado en el centro.
Luis Correa narra el intento de recuperación de Pamplona en 1512 por parte del rey Juan de Albret y dice que «puso en la delantera trescientos hombres de armas a pie con una bandera colorada, con ciertas bandas de oro en ella, a la cual todos aguardaban y juraron de no la desamparar». Hay quienes consideran que se trataba de la bandera de Navarra, pero puede referirse al pendón real, seguramente, atendiendo al diseño heráldico sobre el uso de armas.
Para el que fue primer archivero del Parlamento de Navarra en su etapa democrática actual, Luis Javier Fortún Pérez de Ciriza, está acreditado un uso histórico de la bandera de Navarra desde mediados del siglo XVI. Recoge el acta de la sesión del regimiento municipal o ayuntamiento de Pamplona celebrada el 11 de agosto de 1558 para recibir a los soldados navarros que habían participado en la expedición de castigo contra la localidad francesa de San Juan de Luz, en el marco de la guerra hispanofrancesa librada entre las monarquías de Felipe II y Enrique II de Francia entre 1551 y 1559. Esta acta relata cómo los soldados navarros portaban una bandera que es descrita como sigue: «la qual es colorada, sembrada en ella cadenas y una corona doradas». Dicha bandera precedió la entrada de los soldados en Pamplona tras su victoria en la expedición sobre San Juan de Luz y era la misma que se había utilizado dos años antes en la proclamación de Felipe II en Pamplona como rey.
Sin embargo, Miguel Izu considera que la bandera descrita por Fortún no era una bandera de Navarra, símbolo de una comunidad política, sino un pendón real. Explica que los pendones medievales eran un símbolo individual, de una persona o institución, solían ser de ejemplar único y se portaban en un asta en comitiva o desfile, y que el pendón real acompañaba al rey y solo él estaba autorizado a utilizar. En cambio, las banderas actuales, sobre todo las banderas nacionales, que no surgen hasta el siglo XVIII, identifican a una comunidad política, cualquiera puede usarlas, es un símbolo colectivo y lo más importante no es quien las porte sino su diseño, sus colores, no constituyen ejemplar único sino un modelo abstracto que puede reproducirse ilimitadamente. Por ello, considera que hasta 1910 no cabe hablar estrictamente de bandera de Navarra.
En sesión de la Diputación Foral de Navarra de 22 de enero de 1910, además del diseño oficial del escudo, «se acordó también subsanar la falta de existencia de la bandera de Navarra, disponiendo que se confeccione una que esta Diputación usará en las solemnidades y ocasiones en que lo juzgue oportuno». Sobre el dictamen encargado a los historiadores Arturo Campión, Julio Altadill y Hermilio de Oloriz, la Diputación acordó el 15 de julio confeccionar una bandera roja, con el escudo de las cadenas y la corona en el centro, que se izaría por primera vez el día siguiente, 16 de julio, aniversario de la batalla de las Navas de Tolosa.

Posibles banderas anteriores al siglo XVI
Supuesto estandarte de los monarcas de Navarra desde 1212.[cita requerida] aunque sin documentar. La ausencia de corona real, distintiva del carácter de reino, pone en duda su uso.
Supuesto estandarte de los monarcas de Navarra desde 1212 (versión con las cadenas de las Navas de Tolosa).[cita requerida] aunque sin documentar. La ausencia de corona real, distintiva del carácter de reino, pone en duda su uso.

## Diseño
Su diseño oficial de la bandera de Navarra está establecido en el artículo 7.2 del Amejoramiento del Fuero, norma institucional básica de la Comunidad Foral de Navarra. Dicho artículo establece que «la bandera de Navarra es de color rojo, con el escudo en el centro». En la ley de Símbolos de Navarra, que le dedica el capítulo II al completo, se matiza que debe ser «sobre un tejido de forma rectangular de dimensiones proporcionales en largo y ancho, pero de carácter variable.»
Definiéndose en el mismo artículo el escudo de Navarra como el «formado por cadenas de oro sobre fondo rojo, con una esmeralda verde en el centro de unión de sus ocho brazos de eslabones y, sobre ellas, la corona real, símbolo del antiguo reino de Navarra».
En el mismo acuerdo de 1910 que creó la bandera, la Diputación Foral acordó elaborar una bandera menor o guion para acompañar a la corporación foral en sus actos solemnes que se confeccionó según el modelo del antiguo pendón heráldico, cuadrado y con las cadenas ocupando todo el paño, y que sigue utilizándose hoy por el Gobierno de Navarra en determinados actos, como la entrega del Premio Príncipe de Viana.

### Variaciones históricas del diseño
Desde 1910 el diseño de la bandera de Navarra ha permanecido estable salvo reajustes en las proporciones de los elementos y únicamente dos pequeñas variaciones en el escudo que ocupa la posición central de la bandera. No existen, a día de hoy, registros documentales sobre una bandera de Navarra oficial usada antes del siglo XX.

Banderas oficiales de Navarra en diferentes etapas
Bandera de Navarra durante el periodo 1910-1931
Bandera de Navarra durante el periodo 1931-1937
Bandera de Navarra durante el periodo 1937-1981
Bandera actual de Navarra

La primera tuvo lugar el 8 de julio de 1931 cuando por acuerdo de la Diputación Foral de Navarra y en el marco de la II República fue sustituida la corona real del escudo por una corona mural.
La segunda acaeció en 1937 cuando, una vez recuperada la corona real, por decreto de la jefatura del Estado de 8 de noviembre de 1937, en el marco de la Guerra Civil, se añadió al escudo de Navarra y, consecuentemente a la bandera de Navarra, la Cruz de San Fernando.
En 1981 el Parlamento Foral de Navarra aprobó una norma por la que se suprimía la Cruz Laureada de San Fernando del escudo y, consiguientemente, también de la bandera.

### El debate sobre las cadenas

Pendón del Viejo Reino de Navarra, custodiado en el Palacio de Navarra y reservado para los actos solemnes. Fue creado durante el siglo XX aunque no hay constancia de su uso anterior.

Durante mucho tiempo, los símbolos de Navarra, especialmente el escudo (pues su bandera no existió oficialmente hasta 1910), embellecidos con cadenas se achacaron a la leyenda de las cadenas que el rey Sancho VII el Fuerte arrancó de las defensas que los imesebelen habían hecho alrededor de la tienda de Muhammad an-Nasir durante la batalla de las Navas de Tolosa.
Sin embargo, esta leyenda ha sido desmentida por varios historiadores como Ambrosio Huici Miranda, quien presentó en el VII centenario de la batalla celebrado por la Diputación Foral de Navarra un documento basándose en crónicas cristianas y árabes donde se desmentía el mito heráldico de las cadenas y especialmente el de la esmeralda, la cual se demostró que no perteneció a la batalla, pues la que se conservaba no databa de más de 200 años.
Algunos historiadores ponen en duda el uso tradicional de las cadenas en la heráldica de Navarra antes del siglo XV, conquista castellana, o del siglo XVIII, en que se multiplica su presencia. Sin embargo, que el escudo se interpretaba como compuesto por cadenas de oro ya en el siglo XV se deduce del Privilegio de la Unión aprobado por Carlos III de Navarra en 1423 para unificar los burgos de Pamplona y donde se describe el nuevo escudo y pendón de la ciudad aludiéndose  a lo siguiente:

 "Et al derredor del dicho Pendon avrà un renc de nuestras Arrmas de Navarra, de que el campo será de gueulas, & la cadena que irà al derredor de oro".

## Regulación
El Parlamento Foral de Navarra aprobó el 26 de octubre de 1981 la Norma sobre escudo y bandera de Navarra (Boletín Oficial de Navarra n.º 131, de 2 de noviembre de 1981), cuya principal novedad fue suprimir la cruz laureada del escudo. Mediante acuerdo de 12 de noviembre de 1981 la Diputación Foral aprobó el modelo oficial de escudo, que es el todavía vigente (Boletín Oficial de Navarra n.º 139, de 20 de noviembre de 1981). 
La Norma de 1981 fue sustituida por la Ley Foral 7/1986, de 28 de mayo, de Símbolos de Navarra, y esta por la Ley Foral 24/2003, de 4 abril, de Símbolos de Navarra, cuyo objetivo principal era impedir el uso de la ikurriña los ayuntamientos navarros. La Ley Foral 3/2017, de 6 de abril, por la que se deroga la Ley Foral 24/2003, de 4 de abril, de Símbolos de Navarra, supone la desaparición de las normas que regulan el uso de la bandera y del escudo, aunque su descripción no varía ya que se encuentra en el Amejoramiento del Fuero. Esta ley suscitó una protesta popular el 3 de junio de 2017 cuando se reunieron en Pamplona entre 22.000 y 25.000 personas procedentes de toda Navarra que protestaron por la nueva regulación. Con ello, a pesar de la derogación, la ikurriña sigue sin poderse ondear en los edificios oficiales y espacios públicos de la comunidad foral.
Una nueva promulgación, mediante la Ley Foral 4/2020, de 27 de febrero, de Símbolos de Navarra, buscaba «rellenar el vacío legal» generado con la anterior ley de Símbolos, estableciendo que «constituye un derecho cívico de toda la ciudadanía de la Comunidad Foral que la bandera ondee en el exterior de los edificios de las sedes administrativas y de los servicios de las instituciones forales.»

## Otras banderas no oficiales

Diseño de banderas según ideologías políticas
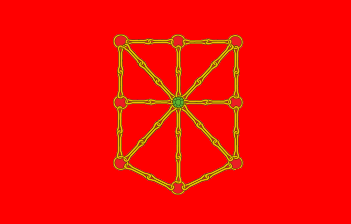
Bandera de Navarra sin corona ni escudo, usada antiguamente por la izquierda abertzale, entre otros
Versión empleada por independentistas navarros, con el carbunclo pomelado original
Representación alternativa, sin escudo y con mayor protagonismo de las cadenas
Bandera representativa del reino de Navarra, con un carbunclo de oro pomelado en lugar de las cadenas habituales
Bandera de Navarra utilizada por Euskal Herria Bildu
Bandera con el Arrano Beltza sobre fondo amarillo, una de sus representaciones más populares
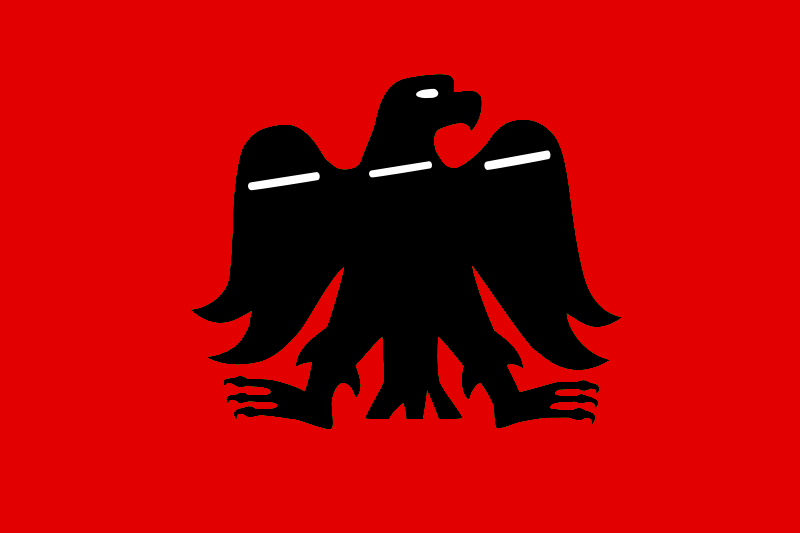
Bandera alternativa con el Arrano Beltza sobre fondo rojo, aludiendo al color representativo del reino de Navarra
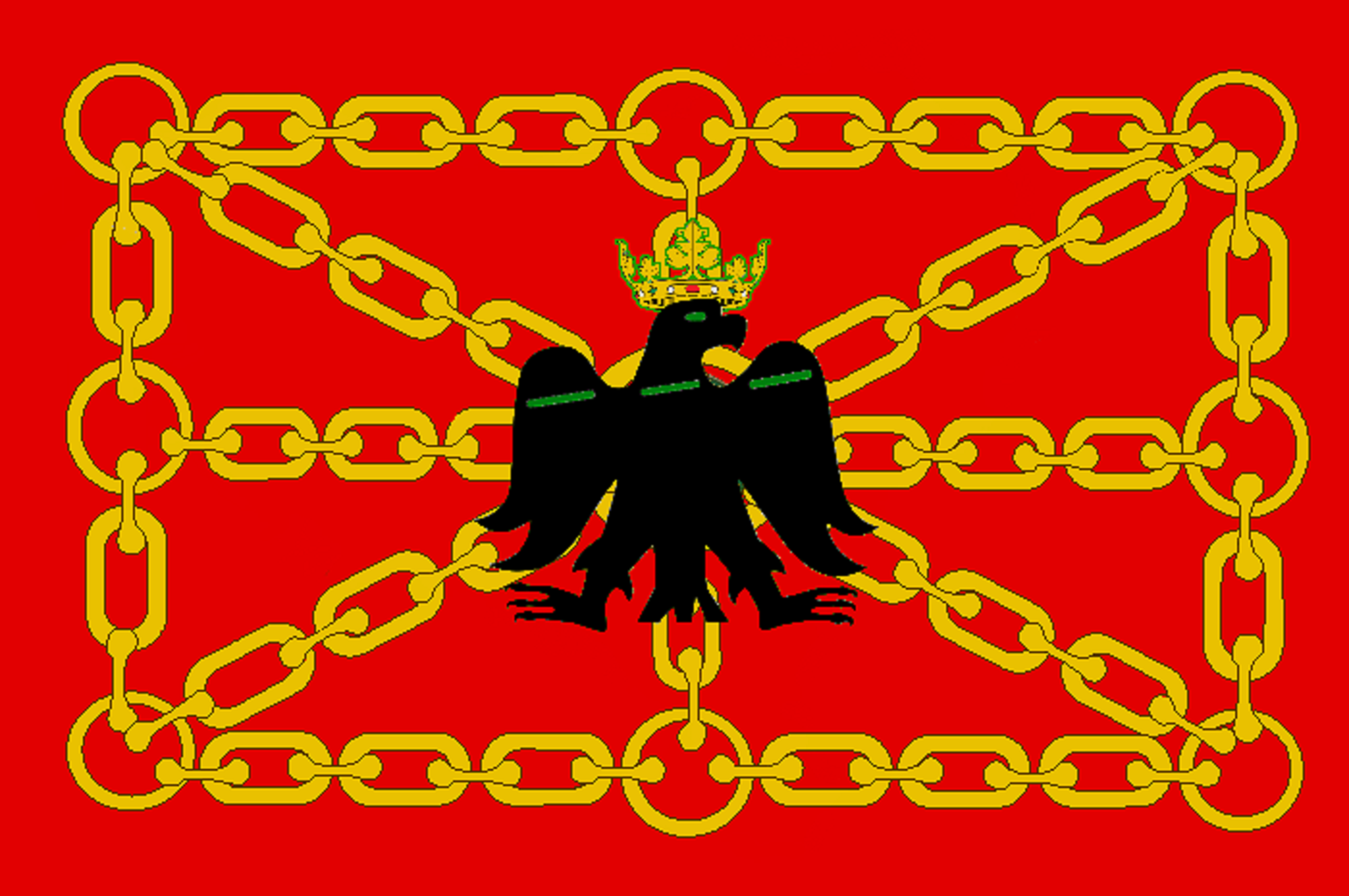
Bandera nacionalista y monárquica de Navarra